# Ipsos SA
Ipsos SA este o companie multinațională de cercetare de piață pe bază de chestionare online.
Este prezentă în 90 de țări și este numărul trei mondial în domeniul sondajelor de piață pe bază de chestionare, cu afaceri de peste două miliarde de euro în anul 2019, un profit net de aproape 100 de milioane de euro și peste 18.000 de angajați la nivel global.
Compania are o bază proprie de peste 1,7 milioane de respondenți în 24 de țări și derulează anual aproximativ 4,5 milioane de interviuri.

## Ipsos SA în România
Compania este prezentă în România din anul 2000, când a fost înființată firma Ipsos Interactive Services.
În anul 2007, IIS avea 850 de angajați la nivel global, dintre care 730 în România.
Cifra de afaceri:
- 2018: 55 milioane euro[5]
- 2008: 14 milioane euro[2]
- 2006: 10 milioane euro[6]

Grupul Ipsos în România include si Ipsos SRL, cu afaceri de peste 2.5 milioane euro în 2018.